# Florina (departement)
Florina (Grieks: Φλώρινας) is een Grieks voormalig departement (nomos) in de regio West-Macedonië. De hoofdstad is de gelijknamige stad. Het departement had 54.768 inwoners in 2001.

## Geografie
Het departement grenst in het noorden aan Noord-Macedonië en in het uiterste noordwesten aan Albanië. In het noordwesten ligt tevens het Prespameer en het Kleine Prespameer. In het oosten, op de grens met het Griekse departement Pella ligt het Vegoritismeer.

## Plaatsen
Door de bestuurlijke herindeling (Programma Kallikratis) werden de departementen afgeschaft vanaf 2011. Het departement “Florina” werd een regionale eenheid (perifereiaki enotita). Er werden eveneens gemeentelijke herindelingen doorgevoerd, in de tabel hieronder “GEMEENTE” genoemd.
| Plaats        | Hoofdplaats (vroeger) | Postcode | GEMEENTE | Hoofdplaats van de gemeente |
| ------------- | --------------------- | -------- | -------- | --------------------------- |
| Aetos         |                       | 530 75   | Amyntaio | Amyntaio                    |
| Amyntaio      |                       | 532 00   | Amyntaio | Amyntaio                    |
| Filotas       |                       | 530 70   | Amyntaio | Amyntaio                    |
| Florina       |                       | 531 00   | Florina  | Florina                     |
| Kato Kleines  |                       | 531 00   | Florina  | Florina                     |
| Krystallopigi |                       | 530 77   | Prespes  | Laimos                      |
| Lechovo       |                       | 530 73   | Amyntaio | Amyntaio                    |
| Meliti        | Neochoraki            | 530 71   | Florina  | Florina                     |
| Nymfaio       |                       | 530 78   | Amyntaio | Amyntaio                    |
| Perasma       |                       | 531 00   | Florina  | Florina                     |
| Prespes       | Laimos                | 530 77   | Amyntaio | Amyntaio                    |
| Variko        |                       | 500 05   | Amyntaio | Amyntaio                    |